# Ehsan Hadadi
Ehsan Haddadi (en persa: احسان حدّادی‎) (Teherán, 20 de enero de 1985) es un atleta iraní de lanzamiento de disco. Es el único deportista de nacionalidad iraní que ha logrado medallas en Juegos Olímpicos y campeonatos mundiales en el atletismo.

## Trayectoria
En categoría júnior, Haddadi conquistó la medalla de oro en el campeonato mundial del año 2004 realizado en Grosseto, Italia; y en el campeonato asiático de atletismo logró dos triunfos consecutivos en las ediciones de 2005 y 2007.
En ese mismo año 2007, participó en el campeonato mundial de Osaka, donde se ubicó en el séptimo lugar de la final (64,53 m); la misma posición que consiguió en los Juegos Olímpicos de Pekín (61,34 m). El 2009 se alzó con su tercer triunfo consecutivo en el campeonato asiático de atletismo.
Para el 2011, Haddadi participó en su segundo mundial de atletismo, el cual tuvo lugar en Daegu, y se alzó con la primera medalla para un atleta iraní en estas lides al lograr la presea de bronce con una marca de 66,08 m.
En su segunda cita olímpica, que tuvo lugar en Londres 2012,  llegó nuevamente a la final que ha sido considerada una de las mejores de la historia. Entre los que ocuparon el podio hubo una diferencia de 24 cm, y el mismo Haddadi lideraba hasta la cuarta ronda, pero el alemán Robert Harting se llevó la medalla de oro con un lanzamiento de 68,27 m en la quinta ronda. Haddadi acabó con la medalla de plata, la primera para un iraní en el atletismo olímpico con un lanzamiento de 68,18 m que fue realizado en su primer intento. El lituano Gerd Kanter se ubicó en el tercer puesto con una marca de 68,03 m.
El 2013, se rehusó a participar en el campeonato mundial de Moscú, en protesta por el escaso apoyo recibido de la federación iraní de atletismo. Sin embargo, tomó parte de las reuniones de la Liga de Diamante, y en Ostrava logró su mejor marca del año con 66,98 m.
En el 2014 obtuvo su triunfo más relevante en los Juegos Asiáticos de Incheon, con una marca de 65,11 m, lo que confirmó el dominio regional en la prueba, ya que también había obtenido primeros lugares en 2006 y 2010.
El 2015 tomó parte del campeonato mundial de Pekín en el que no pasó de la ronda preliminar con una marca de 60,39 m. De igual forma, en los Juegos Olímpicos de Río de Janeiro de 2016 quedó relegado en la etapa de clasificación con un tiro de 60,15 m, por lo que no pudo acercarse a su estelar participación de cuatro años atrás. Hadadi alegó una lesión y aceptó que había sido uno de sus peores resultados. Tampoco corrió con mejor suerte en el campeonato mundial de Londres del 2017 donde no logró pasar de la  ronda preliminar con un registro de 63,03 m.
El 2018 ganó su cuarta medalla de oro consecutiva en los Juegos Asiáticos, celebrados Yakarta y Palembang, con una marca de 65,71 m. Tuvo además cuatro participaciones en las reuniones clasificatorias de la Liga de Diamante, en la que su mejor resultado fue el segundo puesto en Oslo con un tiro de 67,55 m, mientras que en la final de dicho torneo fue octavo con una marca de 63,48 m.
Para la temporada del 2019 ganó su sexta medalla de oro del campeonato asiático con un lanzamiento de 65,95 m, mientras que en la final de la Liga de Diamante en Bruselas ocupó la sexta posición (64,75 m). Para su quinta presentación en un mundial de atletismo, celebrado en Doha, fue séptimo en la final  con un tiro de 65,16 m.